# Rift dell'Africa orientale

Mappa del rift dell'Africa orientale: il ramo occidentale in rosso rappresenta il rift Albertino, mentre il ramo orientale è costituito dal rift di Gregory.

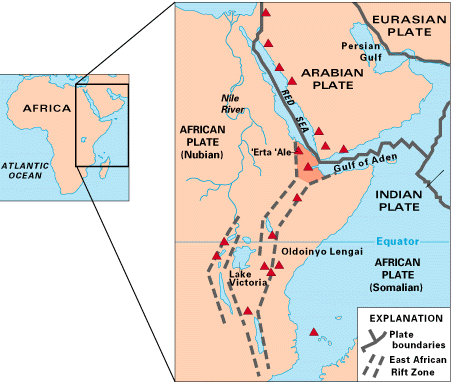
Mappa dell'Africa orientale: sono evidenziati i vulcani storicamente attivi (triangolini rossi) e il triangolo di Afar (in colore più scuro al centro) che rappresenta la tripla giunzione dove si stanno separando tre placche: la placca araba, le due parti in cui si sta scindendo la placca africana (cioè la placca somala e la placca nubiana) che si scindono lungo la zona del rift dell'Africa orientale.

Il rift dell'Africa orientale (abbreviato in EAR, acronimo dell'inglese East African Rift) è una zona attiva di rift continentale situata nell'Africa orientale. Il rift cominciò a svilupparsi all'inizio del Miocene, tra 25 e 22 milioni di anni fa. In passato veniva considerato parte della Grande Rift Valley che si estendeva a nord fino all'Anatolia. 
Il rift è una stretta zona che sta sviluppando un margine tettonico divergente nella zona dove la placca africana si sta dividendo in due placche tettoniche, chiamate placca somala e placca nubiana, ad una velocità di 6-7 mm all'anno. Con il progredire del processo di scissione, la rottura della litosfera avverrà entro 10 milioni di anni causando la separazione della placca somala e la formazione di un nuovo bacino oceanico.

## Estensione
Il sistema di rift dell'Africa orientale è una serie di bacini di rifting che si estende per migliaia di chilometri. Il rift si divide in due rami principali: la Rift Valley orientale e la Rift Valley occidentale.
La Rift Valley orientale (chiamata anche rift di Gregory) include la Rift Valley etiopica, che si estende verso est a partire dalla tripla giunzione di Afar, e continua verso sud come Rift Valley keniana.

La Rift Valley occidentale include il rift Albertino e più a sud la valle del lago Malawi.

A nord della tripla giunzione di Afar il rift prosegue con uno dei due percorsi: a ovest verso il rift del Mar Rosso o a est verso la dorsale di Aden nel golfo di Aden.
Dalla tripla giunzione nel triangolo di Afar in Etiopia, il rift prosegue verso l'Africa orientale per terminare nel Mozambico, passando attraverso Etiopia, Kenya, Uganda, Ruanda, Burundi, Zambia, Tanzania, Malawi e Mozambico. Si estende anche al largo della costa del Mozambico lungo i graben di Kerimba e Lacerda, che sono uniti dalla dorsale di Davie, una relitto di zona di frattura lunga 2200 km che taglia il bacino della Somalia occidentale, a cavallo del confine tra Tanzania e Mozambico. La dorsale di Davie ha un'ampiezza compresa tra 30 e 120 km, con la scarpata occidentale lungo la metà meridionale della sua lunghezza che si innalza fino a 2300 m slm. Il suo movimento è concorde con quello dell'EAR.

## Teorie sull'evoluzione geologica
Sono state avanzate varie teorie per spiegare l'evoluzione geologica del rift dell'Africa orientale (EAR).
Nel 1972 è stato proposto che EAR non sia stato causato da attività tettonica, ma piuttosto da differenze nella densità della crosta.
Secondo altri sarebbe stato un superplume africano (un superpennacchio del mantello) a causare la deformazione del mantello terrestre.
Tuttavia le variazioni delle caratteristiche geochimiche di una serie di lave dell'Etiopia suggeriscono la presenza di varie sorgenti di pennacchi del mantello (mantle plume): almeno uno originatosi nelle profondità del mantello e uno proveniente dall'interno della litosfera continentale. La questione di un mantle plume con radici nelle profondità è tuttora oggetto di discussioni e non può essere confermata.
La versione più recente e più condivisa è la teoria avanzata nel 2009 che il magmatismo e la tettonica interagiscano tra loro, controllati dalle condizioni di rifting obliquo. In questa versione è stato suggerito che l'assottigliamento litosferico abbia causato un'attività vulcanica, che ha ulteriormente aumentato il processo magmatico in corso provocando intrusioni e numerosi piccoli pennacchi vulcanici. Questi processi assottigliano la litosfera nelle aree saturate, costringendo la litosfera in assottigliamento a comportarsi come una dorsale oceanica.

## Evoluzione geologica
Prima del rifting, enormi flussi di basalto continentale furono eruttati sulla superficie e sui sollevamenti dei plateau etiopico, somalo e dell'Africa orientale. La prima fase del rifting è caratterizzata dalla localizzazione del rift e dal magmatismo lungo l'intera zona di fratturazione. Periodi di divergenza del margine tettonico si alternarono a periodi di relativa inattività. Ci fu anche la riattivazione di un indebolimento pre-Cambriano della crosta, una zona di sutura di cratoni diversi, la dislocazione lungo grandi faglie sul margine e lo sviluppo di profondi bacini asimmetrici. La seconda fase di rifting è caratterizzata dalla disattivazione delle grandi faglie del margine, lo sviluppo di segmenti di faglie interne e la concentrazione di attività magmatica verso le spaccature.
Attualmente gli stretti segmenti del sistema di rift dell'Africa orientale formano zone di sollecitazione localizzata. Questi rift sono il risultato di numerose faglie, tipiche di tutte le zone di fratturazione. Come detto sopra, un voluminoso magmatismo e un flusso di basalti continentali caratterizzano alcuni dei segmenti del rift, mentre altri segmenti, come il ramo occidentale, hanno solo piccoli volumi di roccia vulcanica.